# Nataniel (Fiseh)
Nataniel (imię świeckie Gebte Hiwot Fiseh, ur. 1973) – duchowny Etiopskiego Kościoła Ortodoksyjnego, od 2017 biskup Dembidolo.

## Życiorys
Święcenia kapłańskie przyjął w 1994. Sakrę biskupią otrzymał 16 lipca 2017.